# Robert Bruce (General)
Robert Bruce oder russifiziert Roman Wilimowitsch Bruce (russisch Ро́берт Брюс; * 1668; † 1720) war ein schottischstämmiger General der russischen Armee zur Zeit des Großen Nordischen Kriegs und erster Kommandeur von St. Petersburg.

## Leben
Robert war Sohn des schottischen Adligen William Bruce, der im Jahre 1649 nach Russland einwanderte. Sein Vater entstammte einer Linie des Clan Bruce und diente insgesamt über 30 Jahre in der russischen Armee, bis zu seinem Tod 1680. Der Vater erreichte den Rang eines Generalmajors.
Robert war zwölf, als sein Vater starb. Sein Bruder, der ein Jahr jüngere Jacob Daniel Bruce, erreichte ebenso eine einflussreiche Position im petrinischen Russland. Weiterhin hatten beide Brüder noch eine Schwester.
Im Jahre 1683 schlossen er sich den Spielregimentern Peters I. an, im Jahre 1695 wurde er zum Kapitän des Preobraschensker Leib-Garderegiment befördert. Im selben und im nächsten Jahr nahm er an den beiden Asow-Feldzügen teil.
Wahrscheinlich begleitete er die Große Gesandtschaft Peters von 1697 bis 1698. Im Jahr 1700 wurde er zum Oberst eines Infanterieregiments ernannt und nahm nach Ausbruch des Großen Nordischen Kriegs an der Belagerung von Narva teil. 1702 war er bei der Belagerung und Einnahme Nöteborg beteiligt und im Jahre 1703 an der Eroberung von Nyenschanz.
Von 1704 bis zu seinem Tod hatte er als Generalmajor das Oberkommando über die Verteidigungsanlagen der neugegründeten Stadt St. Petersburg. Er rekrutierte Steinmetze und Tischler aus der Region Nowgorod zur weiteren Erbauung der Stadt St. Petersburg. Bereits 1704 wehrte er als Kommandeur von St. Petersburg einen schwedischen Angriff auf die Stadt ab. An der gescheiterten Belagerung Wyborgs 1706 war er ebenso beteiligt. 1710 kommandierte er eine Einheit bei der erneuten  Belagerung von Wyborg und anschließend nahm er an der Belagerung von Kexholm teil. Dies brachte ihm den Rang eines Generalleutnants ein.
Im Jahre 1720, starb Robert im Alter von 53 Jahren. Er wurde in der Peter-und-Paul-Festung, nahe der Kathedrale begraben.